# 2.ª Flota Aérea (Luftwaffe)
La 2.ª Flota Aérea (Luftflotte 2) fue una unidad militar de la Luftwaffe durante la Segunda Guerra Mundial.

## Historia
Formado el 1 de octubre de 1936 como el VII Distrito Aéreo Brunswick, el 12 de octubre de 1937 como el 7.º Distrito Aéreo y el 4 de febrero de 1938 el 2.º Comando del Grupo de la Fuerza Aérea es renombrado. Formado el 1 de febrero de 1939 del 2.º Comando del Grupo de la Fuerza Aérea en Braunschweig. En 1941 se trasladó hacia el este, el 22 de junio, mantiene las acciones del Grupo de Ejércitos Centro. El 15 de noviembre de 1941 es enviado a Italia. A principios de diciembre de 1943 la 2.ª Flota Aérea actuaba en el suroeste de Alemania, al sur de Francia e Italia. Disuelta el 27 de septiembre de 1944. El personal restante es utilizado para la formación de la 10.ª Flota Aérea.

## Comandantes
- General Hellmuth Felmy (1 de febrero de 1939 - 12 de enero de 1940)
- General Albert Kesselring (12 de enero de 1940 - 11 de junio de 1943)
- General Wolfram Freiherr von Richthofen (12 de junio de 1943 - 27 de septiembre de 1944)

### Jefes de Estado Mayor
- Coronel Heinz von Wühlisch (1 de febrero de 1939 - 30 de septiembre de 1939)
- Coronel Josef Kammhuber (1 de octubre de 1939 - 19 de diciembre de 1939)
- Mayor general Wilhelm Speidel (19 de diciembre de 1939 - 30 de enero de 1940)
- Coronel Gerhard Bassenge (30 de enero de 1940 - 31 de julio de 1940)
- Coronel Hans Seidemann (5 de octubre de 1940 - 11 de agosto de 1942)
- Mayor general Paul Deichmann (25 de agosto de 1942 - 25 de junio de 1943)
- Coronel Thorsten Christ (junio de 1943 - septiembre de 1943)
- Teniente General Ernst Müller (1 de octubre de 1943 - septiembre de 1944)

## Bases
| 1 de febrero de 1939 - 1 de septiembre de 1939 | Braunschweig                                              |
| 1 de septiembre de 1939                        | en Münster (también desde el 10 de mayo de 1940)          |
| 17 de julio de 1940 - mayo de 1941             | en Bruselas                                               |
| Mayo de 1941                                   | en Varsovia-Bielany (también desde el 1 de julio de 1941) |
| octubre de 1941                                | en Smolensk                                               |
| 1 de diciembre de 1941 - septiembre de 1943    | Frascati (Roma)                                           |
| septiembre de 1943 - octubre de 1943           | Malcesine (Lago de Garda)                                 |
| octubre de 1943 - 27 de abril de 1944          | Abano Terme, cerca de Padua                               |
| 27 de abril de 1944 - 20 de julio de 1944      | Salsomaggiore                                             |
| 20 de julio de 1944 - septiembre de 1944       | Malcesine                                                 |

## Área de Operaciones
- 1939 - Defensa en el Oeste
- 1940 - Francia
- 1941 - Zona central del Frente Oriental
- 1942 - Mediterráneo y África
- 1943 - Mediterráneo y África
- 1944 - Italia

## Orden de Batalla

### Controlaba las siguientes unidades durante la guerra
- Escuadra de Enlace/2.ª Flota Aérea (W.34) - (febrero de 1941 - octubre de 1941)
- Escuadra de Correo/2.ª Flota Aérea - (He 111)
- Comando de la Fuerza Aérea Sudeste - (1 de enero de 1943 - 10 de marzo de 1943)
- Comandante general de las Fuerzas Aéreas Alemanas en Italia - (Diciembre de 1941 - septiembre de 1944)
- I Cuerpo Aéreo - (15 de mayo de 1940 - agosto de 1940)
- II Cuerpo Aéreo - (julio de 1940 - diciembre de 1943)
- IV Cuerpo Aéreo - (octubre de 1939 - julio de 1940)
- VIII Cuerpo Aéreo - (octubre de 1939 - 13 de mayo de 1940, junio de 1941 - julio de 1941 y 28 de septiembre de 1941 - diciembre de 1941)
- IX Cuerpo Aéreo - (octubre de 1940 - mayo de 1941)
- X Cuerpo Aéreo - (octubre de 1939 - abril de 1940 y diciembre de 1941 - 9 de marzo de 1943)
- Cuerpo Aéreo Túnez – (febrero de 1943 – mayo de 1943)
- Cuerpo Aerotransportado Student – (mayo de 1940)
- Cuerpo Aéreo Italiano (CAI) – (septiembre de 1940 – abril de 1941)
- 2.ª División Aérea – (noviembre de 1942 – enero de 1944 y julio de 1944 – septiembre de 1944)
- 3.ª División Aérea – (febrero de 1939 – octubre de 1939)
- 4.ª División Aérea – (febrero de 1939 – octubre de 1939)
- 9.ª División Aérea – (23 de mayo de 1940 – octubre de 1940)
- 1.ª División de Caza Nocturno – (17 de julio de 1940 – 21 de marzo de 1941)
- 2.º Comando de Aviones – (julio de 1943 – mayo de 1944)
- Comando de Aviones África – (noviembre de 1941 – febrero de 1943)
- Comando de Aviones Cerdeña – (julio de 1943)
- 1.º Comando de Aviones de Caza – (enero de 1940 – invierno de 1941/1942)
- 2.º Comando de Aviones de Caza – (enero de 1940 – mayo de 1941)
- Comando de Aviones de Caza Italia del Norte – (julio de 1943 – septiembre de 1944)
- Comando de Aviones de Caza Sicilia – (julio de 1943)
- II Comando Administrativo Aéreo – (mayo de 1941 – diciembre de 1941)
- VI Comando Administrativo Aéreo – (octubre de 1937 – 21 de marzo de 1941)
- XI Comando Administrativo Aéreo – (febrero de 1939 – 21 de marzo de 1941)
- Comando Administrativo Aéreo Francia-Bélgica Norte – (junio de 1940 – mayo de 1941)
- Comando Administrativo Aéreo Holanda – (mayo de 1940 – mayo de 1941)
- Comando Administrativo Aéreo Grecia - ?
- XXVIII Comando Administrativo Aéreo de Campo – (junio de 1943 – septiembre de 1944)
- 2.º Comando de Área Subsidiario z.b.V. – (junio de 1941 – noviembre de 1941)
- 6.º Comando de Área Subsidiario z.b.V. – (abril de 1940 – junio de 1940)
- 11.º Comando de Área Subsidiario z.b.V. – (abril de 1940 – junio de 1940)
- 20.º Comando de Área Subsidiario z.b.V. – (junio de 1941 – noviembre de 1941)
- II Cuerpo Aéreo – (octubre de 1939 – diciembre de 1940 y septiembre de 1941 – noviembre de 1941)
- 19.ª División Antiaérea – (agosto de 1942 – mayo de 1943)
- 20.ª División Antiaérea – (noviembre de 1942 – mayo de 1943)
- 25.ª División Antiaérea – (abril de 1944 – septiembre de 1944)
- VII Brigada Antiaérea – (noviembre de 1941 – agosto de 1942)
- 17.ª Brigada Antiaérea – (marzo de 1943 – abril de 1944)
- 22.ª Brigada Antiaérea – (mayo de 1943 – octubre de 1943)
- 2.º Regimiento de Comunicaciones Aérea
- 12.º Regimiento de Comunicaciones Aérea
- 22.º Regimiento de Comunicaciones Aérea

## Batalla de Inglaterra

### Organización de Batalla
Organizada el 13 de agosto de 1940
- I Cuerpo Aéreo, Beauvais, Coronel General Ulrich Grauert - (11 de octubre de 1939 - 15 de mayo de 1941)
  - 1.ª Escuadra de Bombardeo, Rosieres-en-Santerre, Mayor general Karl Angerstein - (18 de julio de 1940 - 1 de marzo de 1942)
    - I Grupo, Heinkel He 111, Montdidier, mayor Ludwig Maier - (4 de noviembre de 1939 - 5 de septiembre de 1940)
    - II Grupo, Heinkel He 111, Montdidier, teniente coronel Benno Kosch - (18 de septiembre de 1939 - 1941)
    - III Grupo, Dornier Do 17, Rosieres-en-Santerre, mayor Hans Steinwig/Mayor Willibald Fanelsa - (22 de junio de 1940 - 27 de agosto de 1940)
- 76.ª Escuadra de Bombardeo, Cormeilles-en-Vexin, teniente coronel Stefan Frölich - (17 de noviembre de 1939 - 19 de febrero de 1941)
  - Grupo de Estado Mayor, Heinkel He 111, Cormeilles-en-Vexin, teniente coronel Frölich
  - I Grupo, Dornier Do 17, Beauvais, capitán Alois Lindmayr - (3 de junio de 1940)
  - II Grupo, Junkers Ju 88, Creil, mayor Friedrich Möericke - (1940)
  - III Grupo, Dornier Do 17, Cormeilles-en-Vexin, Mayor Franz von Benda - (1941)
- 122.º Grupo de Reconocimiento
  - 5.ª Escuadra, Junkers Ju 88, Heinkel He 111, Dornier Do 17P, Haute-Fontaine, capitán Bohm
- II Cuerpo Aéreo, General del Aire Bruno Lörzer - (11 de octubre de 1939 - 23 de febrero de 1943), Gante.
  - 2.ª Escuadra de Bombardeo "Holzhammer", Arras, Mayor general Johannes Fink - 1 de mayo de 1939 - 20 de octubre de 1940)
    - I Grupo, Dornier Do 17, Epinoy, Mayor Martin Gutzmann - (26 de noviembre de 1939 - 26 de agosto de 1940) (derribado el 26 de agosto)
    - II Grupo, Dornier Do 17, Arras, Mayor Paul Weitkus - (1 de mayo de 1939 - 15 de diciembre de 1940)
    - III Grupo, Dornier Do 17, Cambrai, mayor Adolph Fuchs - (25 de junio de 1940 - 31 de agosto de 1940)
- 3.ª Escuadra de Bombardeo "Blitz", Le Culot, teniente coronel Wolfgang von Chamier-Glisczinski - (1 de mayo de 1939 - septiembre de 1941)
  - I Grupe, Dornier Do 17, Le Culot, teniente coronel Rudolf Gabelmann - (1 de marzo de 1940 - 23 de julio de 1940)
  - II Grupe, Dornier Do 17, Amberes/Deurne, capitán Otto Pilger - (16 de mayo de 1940 - 7 de enero de 1941)
  - III Grupe, Dornier Do 17, Sint-Truiden, Capitán Erich Rathmann - (21 de mayo de 1940 - septiembre de 1941)
- 3.ª Escuadra de Bombardeo "Legion Condor", Norte de Lille, coronel Erich Stahl – (1 de agosto de 1939 – diciembre de 1940)
  - I Grupo, Heinkel He 111, Norte de Lille, teniente coronel Erich Kaufmann – (16 de mayo de 1940 – diciembre de 1941)
  - II Grupo, Heinkel He 111, Norte de Lille, mayor Winkler(?)
  - III Grupo, Heinkel He 111, Norte de Lille, mayor Friedrich Edler von Braun – (1 de mayo de 1939 – (?)marzo de 1940)
- 1.ª Escuadra de Bombardeo en Picada, Pas de Calais, Capitán Anton Keil – (9 de julio de 1940 – 29 de agosto de 1941)
  - II Grupo, Junkers Ju 87, Pas de Calais, Capitán Anton Keil – (9 de julio de 1940 – 29 de agosto de 1941)
- 1.ª Escuadra de Entrenamiento Operacional, Tramecourt, Capitán Bernd von Brauchitsch – (22 de junio de 1940 – 31 de julio de 1940) 
  - IV Grupo (Stuka), Junkers Ju 87, Tramecourt, Capitán Bernd von Brauchitsch – (22 de junio de 1940 – 31 de julio de 1940)
- 2.ª Escuadra de Entrenamiento Operacional, Saint Omer, Capitán Otto Weiss – (1 de diciembre de 1939 – 13 de enero de 1942)
  - II Grupo (Schlacht), Henschel Hs 123, Saint Omer, Capitán Otto Weiss – (1 de diciembre de 1939 – 13 de enero de 1942)
- 210.º Grupo de Testeo Operacional, Calais-Marck, Capitán Walter Rubensdörffer – (julio de 1940 – 15 de agosto de 1940)
  - 1.ª Escuadra, Messerschmitt Bf 110, Calais-Marck, Capitán Walter Rubensdörffer – (julio de 1940 – 15 de agosto de 1940)
  - 2.ª Escuadra, Messerschmitt Bf 110, Calais-Marck, Capitán Walter Rubensdörffer – (julio de 1940 – 15 de agosto de 1940)
  - 3.ª Escuadra, Messerschmitt Bf 109, Calais-Marck, Capitán Walter Rubensdörffer – (julio de 1940 – 15 de agosto de 1940)
- 2.ª Escuadra de Entrenamiento Operacional, 
  - I Grupo (Jagd), Messerschmitt Bf 109, Leeuwarden (4 de agosto)/Calais, Mayor Hanns Trübenbach – (1 de noviembre de 1938 – 18 de agosto de 1940) (hasta el 18 de agosto), Capitán Bernhard Mielke – (18 de agosto de 1940 – 30 de agosto de 1940) (21-30 de agosto)
  - II Grupo (Schlacht), Messerschmitt Bf 109, gran parte de la preparación estaba en Böblingen, las partes se trasladan a Calais el 13 de agosto, Capitán Otto Weiss – (1 de diciembre de 1939 – 13 de enero de 1942)
  - 7 Grupo (F), Messerschmitt Bf 110, Gante/Bruselas
  - 9 Grupo (H)/(Pz), Messerschmitt Bf 110/Henschel Hs 126
- IX Cuerpo Aéreo, Soesterberg, Mayor general Joachim Coeler – (noviembre de 1940 – 29 de diciembre de 1942)
  - 4.ª Escuadra de Bombardeo “General Wever”, Soesterberg, coronel Hans-Joachim Rath – (30 de mayo de 1940 – junio de 1942)
    - I Grupo, Heinkel He 111, Soesterberg, teniente coronel Nikolaus-Wolfgang Maier – (1 de mayo de 1939 – 24 de noviembre de 1939)
    - II Grupo, Heinkel He 111, Eindhoven, teniente coronel Dr. Gottlieb Wolff – (3 de julio de 1940 – 15 de junio de 1942)
    - III Grupo, Junkers Ju 88, Ámsterdam/Schiphol, mayor Erich Bloedorn – (19 de junio de 1940 – 15 de octubre de 1940)
- 100.º Grupo de Bombardeo (Bombardero Explorador), Heinkel He 111, Vannes, Kurt Aschenbrenner – (14 de junio de 1940 – 11 de julio de 1941)
- 126.º Grupo Costero (Minador), Heinkel He 111
- 122.º Grupo de Reconocimiento, Coronel Fritz Koehler – (20 de marzo de 1941 – 11 de septiembre de 1942)
  - 3.ª Escuadra, Junkers Ju 88, Heinkel He 100, Eindhoven, Coronel Fritz Koehler – (20 de marzo de 1941 – 11 de septiembre de 1942)
- 2.º Comando Aéreo de Caza, Wissant, mayor general Theodor "Theo" Osterkamp – (1 de diciembre de 1940 – julio de 1941)
  - 3.ª Escuadra de Caza "Udet", Samer, teniente coronel Karl Vieck – (26 de septiembre de 1939 – 20 de agosto de 1940)
    - I Grupo, Messerschmitt Bf 109, Colombert, capitán Hans von Hahn – (27 de agosto de 1940 – 15 de enero de 1942)
    - II Grupo, Messerschmitt Bf 109, Samer, Capitán Erich von Selle – (1 de febrero de 1940 – 30 de septiembre de 1940)
    - III Grupo, Messerschmitt Bf 109, Desvres, Capitán Walter Kienitz – (1 de marzo de 1940 – 31 de agosto de 1940)
- 26.ª Escuadra de Caza, Audembert, Mayor Gotthard Handrick – (24 de junio de 1940 – 21 de agosto de 1940)
  - I Grupo, Messerschmitt Bf 109, Audenbert, Capitán Kurt Fischer – (24 de junio de 1940 – 21 de agosto de 1940)
  - II Grupo, Messerschmitt Bf 109, Marquise, Capitán Karl Ebbighausen – (20 de mayo de 1940 – 31 de mayo de 1940]
  - III Grupo, Messerschmitt Bf 109, Caffiers, Mayor Adolf Galland – 6 de junio de 1940 – 20 de agosto de 1940)
- 51.ª Escuadra de Caza "Mölders", Wissant, Mayor Werner Mölders – (27 de julio de 1940 – 19 de julio de 1941)
  - I Grupo, Messerschmitt Bf 109, Wissant, Capitán Hans-Heinrich Brustellin – (1 de noviembre de 1939 – 17 de octubre de 1940)
  - II Grupo, Messerschmitt Bf 109, Wissant, Capitán Günther Matthes – (3 de febrero de 1940 – 20 de febrero de 1941)
  - III Grupo, Messerschmitt Bf 109, Saint-Omer, Mayor Hannes Trautloft – (4 de julio de 1940 – 24 de agosto de 1940)
- 52.ª Escuadra de Caza, Coquelles, Mayor Merhart von Bernegg – (19 de agosto de 1939 – 18 de agosto de 1940)
  - I Grupo, Messerschmitt Bf 109, Coquelles, Capitán Siegfried von Eschwege – (1 de diciembre de 1939 – 26 de agosto de 1940)
  - II Grupo, Messerschmitt Bf 109, Peuplingne, Capitán Hans-Günther von Kornatzki – (octubre de 1939 – 26 de agosto de 1940)
- 54.ª Escuadra de Caza "Grunherz", Campagne, Mayor Martin Mettig – (1 de febrero de 1940 – 25 de agosto de 1940)
  - I Grupo, Messerschmitt Bf 109, Guînes, Capitán Hubertus von Bonin – (1 de enero de 1940 – 1 de julio de 1941)
  - II Grupo, Messerschmitt Bf 109, Hermalinghen, Capitán Otto-Hans Winterer – (11 de julio de 1940 – 25 de agosto de 1940)
  - III Grupo, Messerschmitt Bf 109, Guînes, Capitán Fritz Ultsch – (6 de junio de 1940 – 5 de septiembre de 1940)
- 2.ª Escuadra de Entrenamiento Operacional, Calais-Marck
  - I Grupo, Messerschmitt Bf 109, Calais-Marck, mayor Hans Trubenbach – (1 de noviembre de 1938 – 18 de agosto de 1940)
- 26.ª Escuadra de Caza Pesado "Horst Wessel", Lille, teniente coronel Joachim-Friedrich Huth – (14 de diciembre de 1939 – 1 de noviembre de 1940)
  - Stabschwarme, Messerschmitt Bf 110, Lille, teniente coronel Joachim-Friedrich Huth - (junio de 1940 - noviembre de 1940)
  - I Grupo, Messerschmitt Bf 110, Yvrench, capitán Wilhelm Makrocki – (27 de enero de 1940 – 21 de mayo de 1941)
  - II Grupo, Messerschmitt Bf 110, Crecy, Capitán Ralph von Rettberg – (abril de 1940 – abril de 1942)
  - III Grupo, Messerschmitt Bf 110, Barley, Capitán Johannes Schalk – (1 de mayo de 1939 – 1 de septiembre de 1940)
- 76.ª Escuadra de Caza Pesado, Laval, Mayor Walter Grabmann – (15 de abril de 1940 – 31 de julio de 1941)
  - Stabschwarme, Messerschmitt Bf 110, Laval, Mayor general Walter Grabmann – (julio de 1940 – octubre de 1940)
  - II Grupo, Messerschmitt Bf 110, Abberville, Mayor Erich Groth – (1 de enero de 1940 – 12 de agosto de 1941)
  - III Grupo, Messerschmitt Bf 110, Laval, Capitán Friedrich-Karl Dickoré – (26 de junio de 1940 – 15 de agosto de 1940)

## Cuarteles de Operaciones (FranciayBélgica)
Siertas unidades fueron envidadas a Francia y a Bélgica para las preparciones de la Invasión de Inglaterra.
Los cuarteles de mando se dividen en mandos de caza, bombardero, bombardero en Picado, Destructores y bases para hidroaviones. 
El Cuartel General de 2.ª Flota Aérea se encontraba en Bruselas y fue comandado por el Mariscal de Campo Albert Kesselring. La flota estaba compuesta por 13 Jagdgruppen (Grupos de Cazas), 23 Kampfgruppen (Grupos de Bombarderos), 2 Stukagruppen (Grupos de Bombardero en Picado), 4 Zerstorergruppen (Destructores Pesados o Grupos de Destructores) y una variedad de unidades de patrullaje de largo alcance y reconocimiento. Se divide en unidades de comandos de administración de la siguiente manera:
- I Cuerpo Aéreo - Con Cuartel General en Beauvais bajo el mando del Coronel General Ulrich Grauert, el Cuerpo consiste de 3 Escuadraillas de Bombardeos y unidades auxiliares.
- II Cuerpo Aéreo - Con Cuartel General en Gante bajo el mando del General Bruno Lörzer, el Cuerpo consiste de 3 Escuadrillas de Bombardeos, 2 unidades Stuka y 1 unidad de Caza Bombardeo Experimental.
- 9.ª División Aérea - Con Cuartel General en Soesterberg bajo el mando del Teniente General Joachim Coeler, la División consiste de 3 Escuadrillas de Bombardeos de Degradación y unidad Marítima de Patrullaje de Rango de Largo Alcance.
- 2.º Comando Aéreo de Caza - Con Cuartel General en Wissant bajo el mando del Mayor general Kurt-Bertram von Döring, y consistía de 13 Grupos de Cazas de Reconocimientos en 5 escuadrillas y 1 Escuadrilla de Destructores.

Ubicaciones de los Cuarteles Asignados en Áreas de Francia y Bélgica.

### Unidades Caza
- Audembert
  - Grupo de Estado Mayor/26.ª Escuadra de Caza "Schlageter" - Messerschmitt Bf 109E
  - I Grupo/26.ª Escuadra de Caza "Schlageter" - Messerschmitt Bf 109E
- Caffiers
  - III Grupo/26.ª Escuadra de Caza "Schlageter" - Messerschmitt Bf 109E
- Coquelles
  - Grupo de Estado Mayor/52.ª Escuadra de Caza - Messerschmitt Bf 109E
  - I Grupo/52.ª Escuadra de Caza - Messerschmitt Bf 109E
- Desvres u Le Touquet
  - III Grupo/3.ª Escuadra de Caza "Udet" - Messerschmitt Bf 109E
- Grandvilliers
  - I Grupo/3.ª Escuadra de Caza "Udet" - Messerschmitt Bf 109E
- Guines
  - Grupo de Estado Mayor/54.ª Escuadra de Caza "Grünherz" - Messerschmitt Bf 109E
  - I Grupo/54.ª Escuadra de Caza "Grünherz" - Messerschmitt Bf 109E
  - III Grupo/54.ª Escuadra de Caza "Grünherz" - Messerschmitt Bf 109E
- Marck (Pihen bei Calais)
  - I Grupo/51.ª Escuadra de Caza "Mölders" - Messerschmitt Bf 109E
- Marquise
  - II Grupo/26.ª Escuadra de Caza "Schlageter" - Messerschmitt Bf 109E
  - II Grupo/51.ª Escuadra de Caza "Mölders" - Messerschmitt Bf 109E
- Samer
  - II Grupo/3.ª Escuadra de Caza "Udet" - Messerschmitt Bf 109E
- Saint Omer (Clairmais)
  - III Grupo/51.ª Escuadra de Caza "Mölders" - Messerschmitt Bf 109E
- Wissant
  - Grupo de Estado Mayor/51.ª Escuadra de Caza "Mölders" - Messerschmitt Bf 109E

### Unidades de Bombardeo
- Ámsterdam (Schipol)
  - III Grupo/4.ª Escuadra de Combate "General Wever" - Heinkel He 111P
- Amberes/Deurne
  - II Grupo/4.ª Escuadra de Combate "Blitz" - Dornier Do 17Z
- Beauvais
  - I Grupo/76.ª Escuadra de Combate - Dornier Do 17Z
- Cambrai
  - I Grupo/2.ª Escuadra de Combate "Holzhammer" - Dornier Do 17Z
  - III Grupo/2.ª Escuadra de Combate "Holzhammer" - Dornier Do 17Z
- Cormeilles en Vexin
  - Grupo de Estado Mayor/76.ª Escuadra de Combate - Dornier Do 17Z
  - III Grupo/76.ª Escuadra de Combate - Dornier Do 17Z
- Creil
  - II Grupo/76.ª Escuadra de Combate - Junker Ju 88A
- Eindhoven
  - II Grupo/4.ª Escuadra de Combate "General Wever" - Heinkel He 111P
  - 3.ª Escuadra(F)/122.º Grupo de Reconocimiento - Heinkel He 111H, Junker Ju 88A
- Laon
  - Grupo de Estado Mayor/77.ª Escuadra de Combate - Junker Ju 88A
  - I Grupo/77.ª Escuadra de Combate - Junker Ju 88A
  - III Grupo/77.ª Escuadra de Combate - Junker Ju 88A
- Le Cullot
  - Grupo de Estado Mayor/3.ª Escuadra de Combate "Blitz" - Dornier Do 17Z
  - I Grupo/3.ª Escuadra de Combate "Blitz" - Dornier Do 17Z
- Lille (Norte)
  - Grupo de Estado Mayor/53.ª Escuadra de Combate "Legion Condor" - Heinkel He 111H
  - I Grupo/53.ª Escuadra de Combate "Legion Condor" - Heinkel He 111H
  - II Grupo/53.ª Escuadra de Combate "Legion Condor" - Heinkel He 111H
  - III Grupo/53.ª Escuadra de Combate "Legion Condor" - Heinkel He 111H
- Montdidier
  - I Grupo/1.ª Escuadra de Combate "Hindenburg" - Heinkel He 111H
  - II Grupo/1.ª Escuadra de Combate "Hindenburg" - Heinkel He 111H
- Rosières-en-Santerre
  - Grupo de Estado Mayor/1.ª Escuadra de Combate "Hindenburg" - Heinkel He 111H
  - III Grupo/1.ª Escuadra de Combate "Hindenburg" - Heinkel He 111H
- Saint Leger
  - Grupo de Estado Mayor/2.ª Escuadra de Combate "Holzhammer" - Dornier Do 17Z
  - II Grupo/2.ª Escuadra de Combate "Holzhammer" - Dornier Do 17Z
- Soesterberg
  - Grupo de Estado Mayor/4.ª Escuadra de Combate "General Wever" - Heinkel He 111P
  - I Grupo/4.ª Escuadra de Combate "General Wever" - Heinkel He 111P
- Saint Truiden
  - III Grupo/3.ª Escuadra de Combate "Blitz" - Dornier Do 17Z

### Unidades de Bombardeo en Picado
- Marck (Pas de Calais)
  - II Grupo/1.ª Escuadra de Bombardeo en Picado - Junker Ju 87B
- Tramecourt
  - IV Grupo (Stuka)/1.ª Escuadra de Entrenamiento Operacional - Junker Ju 87B

### Unidades Destructores
- Arques (Barly)
  - III Grupo/26.ª Escuadra de Caza Pesado "Horst Wessel" - Messerschmitt Bf 110C
- Lille
  - Grupo de Estado Mayor/26.ª Escuadra de Caza Pesado "Horst Wessel" - Messerschmitt Bf 110C
- Marck (Calais)
  - 210.º Grupo de Testeo Operacional - Messerschmitt Bf 109E, Messerschmitt Bf 110C, Messerschmitt Bf 110D
- Saint Omer (Crecy/Yvrench)
  - I Grupo/26.ª Escuadra de Caza Pesado "Horst Wessel" - Messerschmitt Bf 110C, Messerschmitt Bf 110D
  - II Grupo/26.ª Escuadra de Caza Pesado "Horst Wessel" - Messerschmitt Bf 110C

## Orden de Batalla en el Norte de África
Organizada el 23 de octubre de 1942 en Frascati
- II Cuerpo Aéreo, Taormina, General del Aire Bruno Loerzer - (11 de octubre de 1939 - 23 de febrero de 1943)
- IX Cuerpo Aéreo, Atenas-Kifissia, Teniente General Otto Hoffmann von Waldau - (31 de agosto de 1942 - 31 de diciembre de 1942)
  - Comando de la Fuerza Aérea Suroeste, Grecia(?), General Otto Hoffmann von Waldau - (1 de enero de 1943 - 21 de mayo de 1943)
- 2.º Comando de Rescate Aéreo Marítimo, Taormina, Mayor Adolrf Bartels - (9 de diciembre de 1941 - ?)
- 19.ª División Antiaérea, General Heinrich Burchard - (15 de agosto de 1942 - 30 de noviembre de 1942)
- Comando de Transporte Aéreo en el Mediterráneo, Roma, Coronel R. Starke - (?)
- 1.ª Escuadra de Combate z.b.V., Tobruk, Capitán Siegfried Hagena - (15 de octubre de 1942 - mayo de 1943)
  - III Grupo, (33) Junker Ju 52, Tobruk, capitán Siegfried Hagena - (15 de octubre de 1942 - mayo de 1943)
  - IV Grupo, (51) Junker Ju 52, Maleme, mayor Scheuring - (? - Enero de 1943)
- 222.ª Escuadra de Reconocimiento Marítimo, (?) Bv 222, Atenas-Pharelon
- 400.ª Escuadra de Combate z.b.V., (21) Junker Ju 52, Brindisi
- 600.ª Escuadra de Combate z.b.V., (43) Junker Ju 52, Brindisi
- 800.ª Escuadra de Combate z.b.V., (52) Junker Ju 52, Brindisi
- Escuadra de Combate Aérotrasportada(?)
  - I Grupo/Escuadra de Combate Aérotrasportada(?), Atenas
- 2.º Unidad de Vuelo de Evacuación Médica Aérea, (6) Junker Ju 52, (3) Fieseler Fi 156, Bengasi
- 7.º Unidad de Vuelo de Evacuación Médica Aérea, (6) Junker Ju 52, (3) Fieseler Fi 156, Atenas-Kalamaki, Dr. E.A. Lauschner
- Escuadra de Correo/2.ª Flota Aérea, (?) Heinkel He 111, Frascati
- 26(?), (8) Junker Ju 88D-5/C, (5) Junker Ju 88D-1, (1) Junker Ju 88A-4, Trapani